# Anders Behring Breivik
Fjotolf Hansen, bedre kendt som Anders Behring Breivik (norsk udtale: [²ɑnəʂ ²beːɾiŋ ²bɾæɪʋiːk]; født 13. februar 1979) er en norsk højreekstremistisk terrorist og massemorder, som er dømt for bombningen i Oslo og massakren på Utøya, som fandt sted den 22. juli 2011.
Ved tingretten blev Breivik den 24. august 2012 dømt til 21 års forvaring med en mindstetid på 10 år. Breivik erklærede, at han ikke vil anke dommen, og han ville heller ikke modtage dommen - da han ikke anerkendte retten som legitim. Den norske rigsadvokat besluttede, at anklagemyndigheden heller ikke ville anke.
Som sagsøger, tabte han mod Norge i 2017; Han anklagede den norske stat hos Den Europæiske Menneskerettighedsdomstol, skrev medierne d. 29. juni 2017.

## Baggrund
Breiviks far, Jens Breivik, var diplomat og havde tre børn fra sit tidligere ægteskab, mens Breiviks mor, Wenche Behring, havde en seksårig datter, Elisabeth, fra sit første ægteskab med en svensker. Parret havde været sammen i to år, da Breivik blev født. Jens Breivik fik indtryk af, at Wenche Behring ønskede sig et liv som enlig mor, og hun opmuntrede ikke til kontakt mellem far og søn. Jens Breivik er bosat i Frankrig med sin fjerde kone, og mødte sin søn Anders for sidste gang i 1995. Også Jens Breiviks sønner af første ægteskab har brudt kontakten med faren. 
Jens Breivik kom oprindeligt fra Stokmarknes i Vesterålen, fra "et strengt miljø med kun lidt kommunikation i familien", og var en ivrig tilhænger af Arbeiderpartiet. Han havde uddannet sig til civiløkonom i Bergen, mens Wenche Behring var plejemedhjælper og vokset op i Kragerø. Parret blev skilt, da Breivik var halvandet år, og Wenche Behring flyttede tilbage til Norge med sine to børn. Hun bosatte sig i Jens Breiviks tjenestelejlighed i Fritznersgate i bydelen Frogner i Oslo. Hun beskrev, i følge trediehåndsinformation, sin mand som en "djævel", mens han beskrev hende som "skør" og umulig at tale med. For sønnens skyld støttede han hende alligevel økonomisk. Da Breivik var to år, bad hans mor bistandskontoret, om drengen kunne komme i aflastningshjem i weekenderne. Hun beskrev drengen som "rastløs og senere mere og mere voldsom, lunefuld og fuld af uventede indfald", og ønskede at "blive af med" ham. Det var uklart, om hun ville bortadoptere ham, eller have ham til at forsvinde på andet vis. Aflastningsfamilien beskrev Wenche Behring som sær og vanskelig, mens hun på sin side afsluttede kontakten fordi hjemmet efter hendes mening "ikke passede for Anders". Selv sagde hun, at hun følte sig provokeret af den treårige drengs "upassende, nedladende og hånlige" smil. I efteråret 1982 flyttede hun og børnene til en moderne femværelsers i boligselskabet Nedre Silkestrå. Jens Breivik gjorde det økonomisk muligt.  Pga. problemer i ægteskabet havde Wenche Behring ønsket abort, da hun ventede sønnen, men fik ikke taget sig sammen til at sende en ansøgning, før fristen var udløbet. Allerede under svangerskabet oplevede hun Breivik som "et vanskeligt barn, som var urolig og sparkede hende, næsten bevidst". Hendes mand var til stede ved fødslen, hvad hun syntes dårligt om ("Anders var hendes!"). Hun ammede drengen i ti måneder, indtil hun følte at det "ødelagde hende". Han udviklede sig normalt sprogligt og motorisk, men efter at de flyttede tilbage til Oslo, beskrev hun, at hun "lever i stadig angst for, hvad han kan finde på af ugerninger" i forhold til sin ældre halvsøster. Omgivelserne fandt det besynderligt, at en mor ængstes ved, hvad et toårigt barn kan udrette af "ugerninger" overfor en otteårig pige. Wenche Behring lod til at opfatte sin søn som en voksen mand med skumle hensigter, og beskrev tidvis det lille barn som en manipulerende, usårlig skurk. Til SSBU sagde hun, at hun "får lyst til at skrælle ham af mig". De ansatte i Vigelandsparken børnehave bemærkede, at Breivik ikke græd eller viste tegn til smerte selv ved grimme fald. Fravær af oplevelse af smerte ses hyppigt blandt psykisk traumatiserede børn. 
3. februar 1983 blev den næsten fireårige Breivik, hans halvsøster og mor indlagt ved familieafdelingen ved SSBU (Statens senter for barne- og ungdomspsykiatri), hvad der er meget usædvanligt. Psykiater Per Olav Næss var leder ved institutionen. Han observerede, at drengen var "ekstremt ordentlig, pedantisk. Stadigvæk vasker han hænderne og tørrer sig omhyggeligt om munden. Han bliver usikker, når han ikke finder tilstrækkelige systemer, og er meget optaget af at ordne ting pænt ved siden af hinanden...Han har svært ved at udtrykke sig følelsesmæssigt, men når der først kommer en reaktion, er disse påfaldende stærke." Næss og en anden psykiater fastslog, at forholdene i hjemmet ikke var gode nok, og at drengen burde flyttes derfra. Det gjorde børneværnet ikke,  selv om det var en psykolog ved børneværnet, der havde slået alarm. Breiviks mor havde selv bedt børneværnet om aflastning, fordi hun oplevede sin søn som vanskelig. Psykologen anså imidlertid hjemmesituationen som så alvorlig, at han anbefalede, at drengen umiddelbart blev flyttet til et permanent fosterhjem. Det modsatte børneværnet sig senere. Wenche Behring har ikke villet løse Næss fra hans tavshedspligt, så han har ikke kunnet forklare sig om familiens forhold i retten.
Breivik fyldte fire år under indlæggelsen ved SSBU, der varede i tre uger. Ved ankomsten optrådte Wenche Behring mistroisk, fordringsfuld og desorienteret. Hun fandt ikke vejen fra Gaustad op til SSBU, selv om der kun findes én vej. Breivik virrede rundt under opholdet, uden nogen strategi for at forholde sig til sin mor eller andre voksne. I psykiatrien kaldes det "disorganiseret tilknytningsmønster", en ret typisk adfærd, når "den trygge havn samtidig er kilden til frygt". Det var intet i vejen med drengens intelligens, men hans opførsel mindede om den, man senere fandt i studier af børnehjemsbørn fra Rumænien. Breivik fik ingen diagnose af SSBU, men blev beskrevet som "afvigende", og symptombilledet minder om det, der i dag omtales som "reaktiv tilknytningsforstyrrelse", en ret sjælden og alvorlig diagnose. Hans mor beskrev ham som "aggressiv og klæbende", men en sådan adfærd hos drengen blev ikke observeret af andre. Selv forvirrede hun ham ved skiftevis at trække ham ind til sig og skubbe ham væk. Det bekymrede naboerne, at der nogle gange var larm og uro i hjemmet, mens de to børn under ti år andre gange kunne være efterladt alene. 
SSBU beskrev Wenche Behring som "en kvinde med en ekstremt vanskelig opvækst...borderline personlighedsstruktur og omfattende, skønt delvis benægtende depression". I politiafhør efter 22.juli forklarede tidligere naboer, hvordan der fra hendes lejlighed i Nedre Silkestrå kom lyde, der tydede på seksuel aktivitet med de to børn til stede, og SSBU viser til en episode, hvor hun skulle have bedt sin lille søn om at begå en seksuel handling med en person udenfor familien. Hun beskrives som "forvirret" og "kritikløs" af SSBU, der bekymrede sig over "det stærkt patologiske forhold mellem Anders og hans mor", hvor moren skiftede brat mellem at tale sukkersødt til drengen og derefter åbent ønske ham død.  Selv fortalte hun SSBU om sin egen opvækst, hvor der var familiehemmeligheder omkring halvsøskende, og hvor hun først sidenhen havde fået at vide, at hun selv havde tilbragt et par år i børnehjem. Hendes far, en murermester, var død tidligt; mens hendes mor angiveligt fik polio, mens hun gik gravid med Wenche Behring, og gav sin lille datter skylden for at være endt i rullestol. Hun var kontrollerende, hadefuld og jaloux mod pigen, der som syttenårig brød kontakten med familien og forlod Kragerø til fordel for et nyt liv i Oslo. 
Hos SSBU blev familien observeret gennem tre uger af et team bestående af otte specialister. Til sammenligning bestod børneværnets opfølgning af tre korte hjemmebesøg gennem et halvt år, foretaget af en konsulent ved Vika bistandskontor. Hjemmekonsulenten beskrev en "harmonisk" familie med en "rolig" mor, "velopdragen" datter og "sympatisk, afslappet" søn. Selv om naboerne delte SSBUs bekymring for familien, blev hjemmekonsulentens overfladiske betragtninger udslagsgivende for, at Breivik blev boende sammen med sin mor og halvsøster. 
Breiviks stedmor Tove mødte drengen for første gang sommeren 1983, efter at have giftet sig med hans far, Jens Breivik. De to var ansat i udenrigsministeriet og skulle flytte til Paris, hvor Jens Breivik var udstationeret ved den norske ambassade. Før afrejse til Frankrig mødte hun den fireårige Breivik, som hun straks fik god kontakt med. Hun beskriver ham som en nem, god dreng. De holdt kontakten efter hendes skilsmisse fra hans far, og mødtes sidste gang i marts 2011. Breiviks halvsøster Elisabeth er bosat i Los Angeles, og fik en hård omtale i hans "manifest". Hun påpegede overfor sin mor det påfaldende i, at en 30-årig mand hverken havde job eller fremtidsplaner, men kun var optaget af computerspil.
Forfatteren Åsne Seierstad sagde (i et fjernsynsinterview i 2013) at "Uten den dårlige barndommen som han hadde, vil jeg hevde at ikke det har vært mulig å utføre den terroraksjonen som han gjorde, eh; Den manglende empati-utviklingen hans kan linkes direkte med tilknytningsproblemer i barndommen, altså det at han aldri følte seg trygg hos moren, for det var elsk, hat, elsk, hat, av, på - hele tiden, og det går direkte på utviklingen av empati hos et barn, og det er jo åpenbart at han hadde en underutviklet empati, eh, altså en medfølelse ... Barndom er viktig."

## Ungdom
Som trettenårig begyndte Breivik ved Ris ungdomsskole, hvor han kom ind i en klike, der var optaget af graffiti. Som sin tag (signatur) valgte han Morg, en tegneseriefigur i Marvel Comics, hvor Morg er forræderen, der går i fjendens sold og optræder som bøddel mod sit eget folk.  I december 1994 tog han alene til København, hvor spraydåser med maling var billigere end i Oslo. Da han ankom til Oslos hovedbanegård lille juleaften 1994 med toget fra København, helt alene, fandt politiet 43 spraydåser i hans rygsæk. Pengene havde han tjent som avisbud; han gik rundt med Aftenposten i fire år. To uger senere blev han filmet af vægtere, mens han skrev i en jernbaneundergang i bydelen Storo. Han blev ilagt en bøde på 3.000 kroner fra Grønland politistation, og børneværnet kom igen ind i billedet. Under samtale mellem Breivik, hans mor og en sagsbehandler fremkom det, at den femtenårige også én gang tidligere var rejst alene til København. Han bagatelliserede sin mors bekymring for, at han var ved at ende som kriminel. I februar 1995 fyldte han seksten år og afsluttede skriftligt sin kontakt med børneværnet, samtidigt som hans mor trak sin samtykke-erklæring. Dermed kunne børneværnet ikke indhente videre oplysninger om sagen; men signaturen "Morg" stod at læse på vægge fra Ullern og helt til Kolbotn Station. 
I 1995 havde Breivik sin sidste kontakt med faren, der i 2012 forsøgte at udgive en bog om sin søn. Gyldendal har refuseret manuskriptet.  Breivik begyndte ved Hartvig Nissens gymnasium, men skiftede i 1996 til Oslo handelsgymnasium ud fra et ønske om flere økonomifag. På det tidspunkt dukkede han op i bydelen Tåsen, hvor han kom ind i Tåsengjengen (Tåsen-kliken) og blev regnet som cool, fordi han havde turdet at tegne graffiti i Oslo centrum, og var veltrænet; Breivik løftede vægte. En juninat blev han også taget af politiet for at køre knallert uden førerkort og med 1,15 i promille. Sommeren 1997 blev han kæreste med en pige fra Tåsen, og tabte dermed ansigt, fordi hun blev regnet som den grimmeste i kliken. Da forholdet sluttede, og hun i stedet blev kæreste med en pakistaner, forsvandt Breivik fra Tåsen og kom ikke igen; sandsynligvis var det omkring det tidspunkt han begyndte i 3.g ved handelsgymnasiet, i august 1997. 

## Politiske holdninger
Breivik var medlem af Fremskrittspartiet (FrP) fra 1999 til 2004. Han var tillige engageret i Fremskrittspartiets Ungdom fra 1997 til 2007, hvor han havde hverv som FrPs delegerede medlem i kontroludvalget for Majorstuen ældrecenter. Anders Behring Breivik måtte dog melde sig ud af Fremskrittspartiet, fordi han ikke fik støtte til sine synspunkter i partiet.
Under dæknavnet "Sigurd Jorsalfar" var Breivik medlem af den anti-islamistiske protestbevægelse Norwegian Defence League, men han forlod foreningen i februar 2011.
I sit manifest skrev han senere at "organisasjonen var for snill [rar]". Ifølge politiet opererede han med omkring tyve forskellige e-post-adresser, 30 forskellige nicks (dæknavne) på omkring 40 foretrukne netsider, fra VG-debat til nationalsocialistiske sider som stormfront.org og nordisk.nu. 
Breivik skrev halvdelen af bogen 2083 - A European Declaration of Independence, som omhandler den fortidige og historiske kamp mellem kristne og muslimer, samt den i Breiviks sind forestillede nutidige kamp mellem disse religioner. Bogen omhandler ligeledes Breiviks forberedelse til terrorangrebene den 22. juli 2011.
Anders B. Breivik har både i bogen 2083 og i udtalelser under retssagen ytret nationalistiske holdninger, og er stærkt imod multikulturalisme. På sin Facebook-profil beskriver han sig selv som kristen og konservativ. Han har desuden tidligere gået på jagt og udøvet ekstremsport. Foruden en Facebook-konto har han også en Twitter-konto, hvor han kun har skrevet en enkelt gang. Den 17. juli skrev han på engelsk: "En person med en tro svarer til kraften af 100.000, som kun har interesser."
Breivik var aktiv på det indvandringskritiske internetforum document.no, og han har omtalt venstreradikale antiracister som "Stoltenberg jugend" og Gro Harlem Brundtland som "landsmo(r)der". Her har han også kritiseret sit tidligere parti, Fremskrittspartiet, for at være "politisk korrekte karrierepolitikere og ikke på nogen måde idealister, som er villige til at tage risiko eller arbejde for idealistiske mål."

## Før terrorangrebet den 22. juli 2011

### Falske eksamensbeviser
I årene 2003 til 2006 solgte Breivik falske eksamensbeviser over nettet. Via PayPal og E-Gold betalte køberne af de falske eksamensbeviser til en konto i Letland. 3,6 millioner norske kroner blev sat ind på hans forskellige konti i udlandet. 14 bankkonti i 7 forskellig lande er blevet sporet til Breivik: i Estland, Litauen, USA, Antigua og Barbuda, Dominica, Saint Vincent og Grenadinerne. For at undgå at vække opsigt hævede han kun små beløb i pengeautomater. Breiviks mor har indrømmet at have oprettet tre bankkonti i sit navn og at have hvidvasket omkring 400.000 norske kroner af sin søns formue.

### Gård
Den 18. maj 2009 oprettede han sit enkeltmandsfirma Breivik Geofarm. Den 9. april 2011 flyttede firmaet adresse fra Hoffsveien i Oslo til Åsta, Rena i Åmot kommune. Firmaet skulle dyrke grøntsager, men ifølge naboer har Breivik aldrig dyrket grøntsager på gården ved Rena. Jorden er i stedet lejet ud til en bonde.

### Våben
Breivik stod i våbenregistret og skulle være i besiddelse af en Glock-pistol, en riffel og et haglgevær. Han var medlem af Oslo pistolklub. Til massakren medbragte han en riffel med indskriften Gungner efter Odins spyd. Han medtog også en pistol med indskriften Mjølner efter Tors hammer. Breivik ønskede i november 2012 at donere våbnene fra massakren samt sin gallauniform til Hjemmefrontmuseet i Oslo, der huser genstande fra den norske modstandsbevægelse under anden verdenskrig. Breivik regner sig som modstandsmand og anser det som en vigtig symbolsk formalitet at tilbyde museet rekvisitterne, ud fra den tanke at opfattelsen af ham og hans handlinger med tiden vil ændres. 

### Idé om et attentat mod USA's daværende præsident Obama
I 2009 modtog den amerikanske præsident Barack Obama Nobels Fredspris. Da Breivik senere efter sin anholdelse blev afhørt, forklarede han til politiet at han ville angribe prisuddelingen med en bilbombe for at dræbe Obama. Han forklarede videre at han ville benytte falsk politiuniform, men at han afstod fra terrorangrebet da han frygtede massive sikkerhedsforanstaltninger.

## Terrorangrebene den 22. juli 2011
Den 22. juli 2011 bragte Breivik en bombe til sprængning i det centrale regeringskvarter og kørte senere til øen Utøya hvor han skød og dræbte 69 deltagere ved en politisk lejrtur for unge medlemmer af det norske regeringsparti Arbeiderpartiet.
Efter terrorangrebene blev Breivik anholdt og hans lejlighed i Oslo efterfølgende ransaget. Han er blevet sigtet efter straffelovens § 147a, der omhandler terrorisme for både bombesprængningen i Oslos centrum, samt den efterfølgende nedskydning på øen Utøya. Strafferammen for denne bestemmelse er op til 21 års fængsel.

## Retssag og fængselsliv
Geir Lippestad påtog sig hvervet som advokat for Breivik. Breivik blev fremstillet for varetægtsfængsling ved et retsmøde mandag den 25. juli i tingsretten i Oslo med Kim Heger som dommer. På begæring fra politiet blev dørene lukket. Efter et kort retsmøde bestemte dommeren, at Breivik skulle varetægtsfængsles i 8 uger med isolationsfængsling og brev-, besøgs- og medieforbud i 4 uger. Breivik erkendte de faktiske forhold, men ikke sin skyld. Ved retsmødet ønskede Breivik at stille i uniform og udtale sig på engelsk. Før retsmødet foranstaltede politiet en røntgenskanning af Breivik for at sikre sig, at han ikke havde skjult en detonator til en mulig bombe.
Breiviks mor døde af kræft den 22. marts 2013. Tilladelse til at gå til begravelsen, blev ikke givet af fængslet.

## Samfundsomkostninger
Sikkerheden omkring Breivik anslås at koste samfundet i omegnen af 11 millioner kroner årligt.
Retssagen vurderes at have kostet det norske samfund mere end 100 millioner kroner, dvs. mere end 2,5 millioner kroner for hver eneste af de fyrre dage, der var afsat til retsbehandlingen. Der blev brugt 97 millioner til ombygning af lokalerne i Oslo tinghus. Heri indgik også et nyt omfattede sikkerhedssystem bestående af adgangskontrol med røntgenmaskiner og metaldetektor, udgift til ekstra personale, digital infrastruktur for presse og pårørende (lyd- og billedoverføringer til hele landet), samt sikring af bygningen. Hovedprojektet var dog bygningen af retssal 250, hvor sagen blev ført. Hele første salen i Oslo tinghus blev brugt til Breivik-sagen. Der blev lagt op til at tinghusets andre normale retssager skulle gennemføres som planlagt - disse blev dog skubbet en halv time for at fjerne trykket fra adgangskontrollen. En stor del af ombygningsarbejdet ses som en fremtidsinvestering. 
Politiets statistik viser, at retssagen mod Breivik lagde beslag på så omfattende resurser, at Oslo politidistrikt slet ikke kunne håndtere en bølge af overfald i hovedstaden.  I løbet af de ti første måneder i 2012 blev der registreret 715 overfald på offentligt sted i Oslo. Opklaringsprocenten har svinget mellem 14 og 30 pct. 

## Tv-serie
NRK skal filme en dramaserie, "22. juli", med budget 70 millioner NOK; Regissør Sara Johnsen sagde at, "Breivik skal ikke omtales fordi han ikke fortjener omtale".